# 1405 w polityce
Wydarzenia polityczne w 1405 roku.

## Wydarzenia
- 8 czerwca – Richard le Scrope, biskup Lichfield, zostaje stracony za udział w spisku przeciwko królowi Henrykowi IV Lancasterowi.

## Urodzili się
- 6 marca – Jan II Kastylijski, król Kastylii i Leonu w latach 1406-1454.
- Skanderbeg – albański przywódca.

## Zmarli
- 18 lutego - Timur Chromy, chan Czagatajów, w Otrarze (ur. 1336)[1].